# Влаке
Влаке (нід. Vlake) — селище в нідерландській провінції Зеландія. Входить до муніципалітету Реймерсвал.